# Olavskilden i Fjære
Olavskilden i Fjære er en helligkilde (i Norge betegnet Olavskilde) i Fjære i Agder i den sydlige del af Norge. 
I Norge blev mange helligkilder opkaldt efter Olav den Hellige i årene efter at kristendommen kom til Norge, og ligger gerne i tilknytning til pilgrimsvejene til Nidaros, og disse norske helligkilder betegnes derfor Olavskilder. Vandet fra kilderne hævdes at være helligt og give velsignelse og styrke til den, der drikker det eller rører ved det.
Johan Jørgen Ugland betalte for renovering af kilden og vedligehold af Fjære kirke, som ligger et stenkast derfra. Kilden bruges som vandkilde for Nøgne Øs sake, Yamahai Motoshibori, den eneste sake, som produceres i Europa.